# La Neuville-lès-Bray
 La Neuville-lès-Bray  es una población y comuna francesa, en la región de Picardía, departamento de Somme, en el distrito de Péronne y cantón de Bray-sur-Somme.

## Demografía
| 186 | 175 | 201 | 214 | 215 | 260 |
| Para los censos de 1962 a 1999 la población legal corresponde a la población sin duplicidades (Fuente: INSEE [Consultar]) |     |     |     |     |     |